# Edward Berry
Edward Berry es el seudónimo bajo el cual escriben los autores Eduardo Jáuregui y Pierdomenico Baccalario. Juntos han escrito la serie de libros infantiles y juveniles El Cuento Más Maravilloso Jamás Escrito, publicada en la editorial La Galera.

## Los autores
Eduardo Jáuregui (26-05-1971, Oxford, Inglaterra), pasó su infancia y juventud entre Oxford, Madrid y Los Ángeles. En 1993 se licenció en Psicología Social (Escuela de Economía de Londres), obtuvo después un Master en Antropología Social (Universidad de Oxford) y un Doctorado en Ciencias Políticas y Sociales (Instituto Universitario Europeo de Florencia) con una tesis doctoral sobre la risa y el humor. Desde el año 2002, se dedica a la escritura y la traducción. Entre 2008 y 2013 trabajó de docente en la Universidad de San Luis en Madrid.
Pierdomenico Baccalario (06-05-1974, Acqui Terme, Italia) se dedicó, tras unos estudios de Derecho, al periodismo y a la creación literaria. Entre sus obras se encuentra la serie de fantasía Ulysses Moore, publicada en la editorial  Random House Mondadori y traducida a más de 25 lenguas. Baccalario es considerado uno de los más importantes autores de literatura infantil y juvenil.
Baccalario invitó a Jáuregui a participar en su proyecto “Book on a Tree”, una cooperación de autores y creadores. El empuje para su proyecto común El Cuento Más Maravilloso Jamás Escrito fue la propuesta de la editora Iolanda Batallé de escribir una serie de libros de aventuras situados en librerías independientes llenas de una cierta magia que se consideran portales a otros mundos. Jáuregui cuenta que “Esa chispa nos encendió la imaginación, y el resultado es una serie alucinante en la que los lectores podrán realizar su sueño de introducirse realmente en sus cuentos favoritos. Y los más viajeros podrán además visitar las librerías increíbles pero reales en las que se ambientan los cuentos”. Con sus libros, querían también facilitar el acceso a los grandes clásicos literarios para niños.

## El Cuento Más Maravilloso Jamás Escrito
La serie de libros de literatura infantil y juvenil El Cuento Más Maravilloso Jamás Escrito cuenta la historia de dos hermanos, Diego y Alba Castells, que viven en Barcelona. Recorren su ciudad natal en busca de dragones de piedra o pasan su tiempo libre en la librería “Abracadabra” de su tía Beatriz. En los diversos libros de la serie, los hermanos se meten en mundos fantásticos que retoman clásicos literarios como Peter Pan, Los Tres Mosqueteros o Don Quijote de la Mancha.
Las ilustraciones de Stefano Turconi, que trabaja para Walt Disney Italia, facilitan sumergirse en estos mundos. Los libros se han traducido al catalán, al alemán, al italiano, al francés, al portugués, al griego y al turco. La recepción de los libros ha sido muy favorable. Se ha apreciado mucho el cruce entre los clásicos literarios, la historia, un mundo fantástico y la vida moderna. Los libros se encuentran en varias listas de recomendación de literatura infantil y juvenil.

### El libro perdido
En el primer tomo de la serie, El libro perdido, los hermanos se enfrentan a dos misterios literarios. Por un lado, se publica el nuevo libro de Lucy Ferrier, calificado por el crítico literario Leo Gutemberg  como “el cuento más maravilloso jamás escrito”, pero todas las páginas del libro están vacías. Por otro lado, el clásico de literatura infantil y juvenil Peter Pan está completamente alterado – en vez de usar una pistola convencional, el Capitán Garfio maneja una pistola láser. Merced a la potencia mágica de su tía Bea, Diego y Alba logran entrar al mundo fantástico de Peter Pan desde la librería “Abracadabra” e intentan poner fin a esta situación caótica.

### Los cuatro mosqueteros y medio
En el segundo tomo se altera la historia de Los Tres Mosqueteros. En esta surgen personajes, objetos y criaturas que influyen la trama de la obra. Sobre todo un misterioso enano de mal ánimo salta a la vista al hacer su entrada. Los hermanos viajan a Paris y visitan la librería “Shakespeare and Company” para entrar de nuevo al mundo fantástico para resolver la situación con la ayuda de la magia.  

### Don Quijote y el dragón
El tercer tomo de la serie, Don Quijote y el dragón, trata de la trasformación del clásico español Don Quijote de la Mancha. En vez de molinos, Don Quijote se enfrenta a un dragón que lo trasforma en un déspota orgulloso, ávido de poder. En la librería “Boekhandel Dominicanen” en Maastricht, los hermanos Castells se ocupan del asunto.

### Alicia en el País del Aburrimiento
El cuarto tomo trata del clásico Las aventuras de Alicia en el país de las maravillas. Alicia no puede entrar al País de las Maravillas porque una momia ha secuestrado al Conejo Blanco. Esta vez, los hermanos tienen que viajar a Buenos Aires y visitar el “Ateneo Grand Splendid” para ayudar a Alicia.

### Pinocho, el rey de los bandidos
En el último tomo publicado, Pinocho, el rey de los bandidos, Pinocho no es un niño adorable, sino un villano. Los hermanos Castells intentan arreglar esta situación en la librería “Bart’s Books” en Ojai (California).

## Obras
- 2015: El libro perdido. Barcelona: La Galera. 256 páginas. ISBN: 978-8424653996
- 2015: Los cuatro mosqueteros y medio. Barcelona: La Galera. 288 páginas. ISBN: 978-8424654214
- 2016: Don Quijote y el dragón. Barcelona: La Galera. 248 páginas. ISBN: 978-8424654221
- 2016: Alicia en el País del Aburrimiento. Barcelona: La Galera. 264 páginas. ISBN: 978-8424654238
- 2017: Pinocho, el rey de los bandidos. Barcelona: La Galera. 272 páginas. ISBN: 978-8424660703